# خفاش زرد
خفاش زرد یا خفاش بُتا (نام علمی: Eptesicus bottae) گونه‌ای خفاش است که در بخش‌هایی از آسیای میانه در کشورهای ازبکستان، ترکمنستان، افغانستان همچنین کشورهای خاورمیانه همچون ایران و مناطق کرانه‌ای شبه‌جزیره عربستان و یمن و اسرائیل، لبنان، سوریه و ترکیه زندگی می‌کند. در ایران، این خفاش در مناطق شمال غربی و شرق کشور یافت می‌شود.
خفاش زرد همانندی زیادی به خفاش سروتین دارد ولی جثه‌اش از آن کوچک‌تر است. رنگ بدن این پستاندار در قسمت پشتی زرد خاکی و در زیر بدن سفید شیری است.